# Крістоф Марталер
Крістоф Марталер (нім. Christoph Marthaler, 17 жовтня 1951, Ерленбах, Швейцарія) — швейцарський режисер і музикант, який працює в стилі авангардного театру, такого як експресіонізм і дадаїст, театр абсурдних елементів.

## Біографія
Вигадував музику для театрів Відня, Мюнхена, Дюссельдорфа. Із 1980 року також для своїх театральних проектів. У 1988-1993 роках - композитор та режисер Міського театру Базеля. Працював також у театрах «Шаушпільхаус» у Гамбурзі, «Фольскбюні ам Роза-Люксембург-Плац» у Берліні, був художнім керівником «Шаушпільхаус» Цюриха. Марталер створив новий тип музично-драматичного спектаклю, в якому музика є основою композиційної побудови. Як оперний режисер поставив спектаклі «Пеллеас і Мелізанда» Дебюссі (1994 рік), «Фіделіо» Бетховена (1997; обидві — Франкфуртська опера); «Місячний П'єро» Шенберга (1996 рік), «Катя Кабанова» Яначека (1998 рік), «Весілля Фігаро» Моцарта (2001 рік; все — Зальцбурзький фестиваль); «Трістан та Ізольда» Вагнера (2005 рік, Байройтський фестиваль); «Травіату» Верді (2007 рік), «Воццек» Берга (2008 рік; обидві — Париж). З 2004 року живе в Парижі, працюючи в якості запрошеного режисера на сценах Німеччини, Австрії, Швейцарії, Франції та Бельгії.
У 2000 році Марталер очолив Шаушпільхаус у Цюриху разом із драматургом Стефані Карп і поставив там безліч спектаклів.  Він залишив керівництво в 2004 році і відтоді знову працює позаштатним директором.
У 2007 році Крістоф Марталер оновив «Казки Віденського лісу» Едена фон Хорвата у співпраці з декоратором Анною Віброк, які він представив на Осінньому фестивалі в Парижі. У 2007 році він створив «Брак місця» (Platz Mangel) у Цюриху.
У 2010 році був асоційованим художником на 64-му Авіньйонському фестивалі.
У 2011 році він отримав кільце Ганса-Рейнхарта - найвищу нагороду театральної діяльності у Швейцарії.
У 2018 році отримав Міжнародну премію Ібсена. Премія Ібсена, наділена 2,5 мільйонами норвезьких крон (263 000 євро), вважається однією з найпрестижніших премій у світі театру.
Один з відомих режисерів, успіху якого в Німеччині раді майже всі. Не тільки через привабливі особисті якості режисера: Марталер, товариська і доброзичлива людина, відкрита співрозмовнику, безпосередня, трохи сором'язлива і щохвилини готова заразливо розсміятися. Його оригінальну та неперевершену сценічну мову не сплутаєш ні з якою іншою. Справжній успіх прийшов до нього завдяки постановкам в театрах Гамбурга, Берліна, Франкфурта, Зальцбурга: «Фауст», «Убий європейця», «Три сестри».

## Виступи
- 1980: Цюрихський театральний спектакль, Rote Fabrik: Крістоф Марталер – Indeed. An interior
- 1983: Цюрих: Крістоф Марталер за Еріком Саті – Blanc et immobile
- 1985: Мінімальний фестиваль в Цюриху: Крістоф Марталер за фільмом Еріка Саті – Vexations
- 1988: Цюрихський театр : Курт Швіттерс – Ribble Bobble Pimlico
- 1988: Театр Базеля: Крістоф Марталер / Барбара Мюндель – arrival Badischer Bahnhof
- 1989: Театр Базель: Крістоф Марталер – When the Alpine Mind Reddens, Kill, Free Swiss, Kill
- 1990: Театр Базель: Крістоф Марталер – Stägeli uf, Stägeli off juhee!
- 1991: Театр Базеля: Ежен Лабіш – The affair Rue de Lourcine
- 1992: Театр Базель: Крістоф Марталер за Фернандо Пессоа – Фауст. Суб'єктивна трагедія
- 1992: Театр Базель: Семюел Бекет – A piece of monologue / Still no longer
- 1993: Театр Базель: Крістоф Марталер – ProHelvetia
- 1993: Шаушпільхаус, Гамбург : Крістоф Марталер Йоганна Вольфганга фон Гете – Корінь Фауста Ґете 1 + 2(Запрошення до Berliner Theatertreffen)
- 1994: Франкфуртська опера : Клод Дебюссі – Пеллеас та Мелізанда
- 1994: Фольксбюні, Берлін: Крістоф Марталер Вільяма Шекспіра – Буря перед Шекспіром – le petit Rien
- 1994: Шаушпільхаус, Гамбург: Крістоф Марталер – Наркоманія / задоволення
- 1994: Фольксбюні, Берлін: Крістоф Марталер Карла Валентина та Моріса Метерлінка – The Intruder – ювілейний концерт у двох діях
- 1995: Шаушпільхаус, Гамбург: Крістоф Марталер / Стефані Карп – Нульова година або мистецтво служіння(Запрошення до Berliner Theatertreffen)
- 1995: Шаушпільхаус, Гамбург: Еліас Канетті – Весілля
- 1996: Зальцбурзький фестиваль : Арнольд Шенберг / Мессіан— П'єро Лунер / Quatuor pour la fin du temps
- 1996: Шаушпільхаус, Гамбург: Оден фон Хорват – Казимир і Кароліна (Запрошення до Berliner Theatertreffen)
- 1996: Світ у Базелі та Фольксбюне Берлін: Крістоф Марталер – подорож Ліни Бегліс (Запрошення до Berliner Theatertreffen)
- 1996: Фольксбюні, Берлін: Крістоф Марталер – Street of the Best. Тур
- 1996: Франкфуртська опера: Джузеппе Верді – Луїза Міллер
- 1996: Опера Ла Монне, Брюссель: «Клас де Фріс» Вірджинії Вульф і Фернандо Пессоа — «Король, їзда»
- 1996: Міжнародний музичний фестиваль у Люцерні: Майкл Джаррел для Крісті Вульф — режисер «Кассандра» Крістоф Марталер та Енн Беннент
- 1997: Театр Базель: Крістоф Марталер / Юрг Хеннебергер – Питання без відповіді (Запрошення до Berliner Theatertreffen)
- 1997: Фольксбюні, Берлін: Антон Чехов – Три сестри
- 1997: Франкфуртська опера: Людвіг ван Бетховен – Фіделіо
- 1998: Німецький Шаушпільхаус, Гамбург: Йозеф Кессельрінг - Миш'як і старе мереживо
- 1998: Фольксбюні, Берлін: Жак Оффенбах – La Vie Parisienne
- 1998: Зальцбурзький фестиваль: Леош Яначек – Катя Кабанова
- 1999: Шаушпільхаус, Гамбург: Крістоф Марталер – Спеціалісти. Танець з чаєм виживання
- 1999: Зальцбурзький фестиваль: Оден фон Хорват – Beautiful View
- 2000: Театр Базель: Крістоф Марталер / Анна Віброк / Юрг Хеннебергер — Блюз 20-го століття
- 2000: Шаушпільхаус, Цюрих: Крістоф Марталер – Тривога готелю
- 2001: Шаушпільхаус, Цюрих: Вільям Шекспір – Дванадцяте (Запрошення до Berliner Theatertreffen)
- 2001: Шаушпільхаус, Цюрих: Крістоф Марталер, Франц Шуберт– Прекрасний Міллер (Запрошення до Berliner Theatertreffen)
- 2001: Зальцбурзький фестиваль: Вольфганг Амадей Моцарт – Le nozze di Figaro
- 2001: Фольксбюні, Берлін: Крістоф Марталер за Рафаеле Вівіані – Десять заповідей
- 2002: Шаушпільхаус, Цюрих: Томас Хюрліман – Синхрон
- 2002: Münchner Kammerspiele: Ельфріда Єлінек – В Альпах
- 2003: Драматичний Цюріх: Крістоф Марталер  - Заземлення (Запрошення на Berliner Theatertreffen)
- 2003: Шаушпільхаус, Цюрих: Георг Бюхнер – Смерть Датона (Запрошення до Berliner Theatertreffen)
- 2003: Фольксбюні, Берлін: Крістоф Марталер за Германом Мелвіллом – Краще ні. Проріджування
- 2003: Шаушпільхаус, Цюрих: Крістоф Марталер за Овідієм – Золотий вік , зі Стефаном Пучером та Мег Стюарт
- 2003: Опера Цюрих / Цюрих, Шаушпільхаус: Beat Furrer – Invocation
- 2004: Шаушпільхаус, Цюрих: Крістоф Марталер – T.D.C.A replacement Passion(Запрошення до Berliner Theatertreffen)
- 2005: Віденський фестиваль: Крістоф Марталер / Стефані Карп – Захист від майбутнього (запрошення до Berliner Theatertreffen, Театральна премія Nestroy за найкращу режисуру)
- 2005: Донауешингенський фестиваль : Beat Furrer – FAMA. Sound theater for large ensemble, eight voices, actress and sound building
- 2005: Байройтський фестиваль : Ріхард Вагнер – Трістан і Ізольда
- 2005: Фольксбюні, Берлін: Крістоф Марталер – The fruit fly
- 2006: Фольксбюні, Берлін: Еден фон Хорват – Казки Віденського лісу
- 2007: Паризька національна опера: Джузеппе Верді – Травіата
- 2007: Зальцбурзький фестиваль / Рурська трієнале: Крістоф Марталер – Заузер з Італії. A Urheberei
- 2007: Rote Fabrik Zurich:  Крістоф Марталер – Брак місця (Запрошення до Berliner Theatertreffen)
- 2008: Паризька національна опера: Альбан Берг – Воццек
- 2008: Готель Waldhaus Sils-Maria: Крістоф Марталер – Театр з Вальдхаусом (Запрошення до Berliner Theatertreffen)
- 2008: Культурний центр Парижа: Крістоф Марталер – Lorem Ipsum Dolor: карт-бланш Крістофа Марталера
- 2009: Віденський фестиваль: Крістоф Марталер та Анна Віброк – Різенбуцбах. Постійна колонія. (Запрошення до Berliner Theatertreffen)
- 2009: Театр Базель: Жак Оффенбах – Велика герцогиня де Герольштайн
- 2010: Театр Базель: Beat Furrer – Wüstenbuch
- 2010: Авіньйонський фестиваль: Крістоф Марталер та Анна Віброк - Дурниці
- 2010: Театр Базель: Моя прекрасна леді – лінгафонна лабораторія
- 2011: Katuaq Nuuk / Віденський фестиваль. + – 0 Приполярний базовий табір , музичний проект Гренландії ; UA 12 травня 2011 року
- 2011: Зальцбурзький фестиваль : Леош Яначек – Макропулос
- 2011: Театр Базель: Крістоф Марталер, Мальте Убенауф, Бендікс Детлеффсен – Lo stimolatore cardiaco
- 2012: Фольксбюні, Берлін / Віденський фестиваль: Оден фон Хорват – GlaubeLiebeHoffnung
- 2012: Цюрихський оперний театр: Крістоф Марталер, Анна Віброк, Лоуренс Каммінгс, Мальт Юбенауф – Розпродаж
- 2013: Акторський Кельн: Саша Рау – О, як вдома
- 2013: Театр Базель: Крістоф Марталер, Мальте Убенауф, Бендікс Детлеффсен – Король. Енгармонік
- 2013: Віденський фестиваль : Крістоф Марталер, Улі Фюссенеггер – Останні дні. Переддень
- 2013: Театр Базель: Крістоф Марталер / Ежен Лабіш – Das Weisse from egg  (Une ile flottante)
- 2014: Шаушпільхаус у Гамбурзі: Крістоф Марталер, Анна Віброк, Мальте Убенауф – Туга за домом і злочин
- 2014: Театр Реал Мадрид: Жак Оффенбах – Les contes d'Hoffmann
- 2014: Фольксбюні, Берлін: Крістоф Марталер, Анна Віброк, Мальте Убенауф – Тесса Бломстедт не здається
- 2015: Шаушпільхаус у Гамбурзі: Джон Осборн – Розважник
- 2015: Театр Базель / Гамбурзька державна опера: Крістоф Марталер – Ізольда «вечеря»
- 2015: Цюрихський оперний театр: Дж. Россіні – Il Viaggio A Reims
- 2016: Фольксбюні, Берлін: Крістоф Марталер – Алілуя (Резерв)[3]

## Нагороди
- 1992: Премія в галузі культури Кантону Базель
- 1994: «Режисер року», «Театр сьогодні».
- 1996: головний приз VI. Міжнародний фестиваль у Торуні, Польща
- 1996: Конрад Вольф премії в Академії мистецтв, Берлін
- 1997: Премія Фріца Кортнера
- 1997: «Режисер року», «Театр сьогодні»[4]
- 1998: Європейська театральна премія за нові театральні реалії [4]
- 1998: Премія Фрідріха Люфта за паризьке життя в Фольксбюне Берлін
- 1999: Premio Ubu, Італія
- 2004: Берлінська Театральна премія разом зі сценографом Анною Віброк
- 2004: Відзнака міста Цюриха за особливі культурні досягнення
- 2005: Театральна премія «Нестрой» (найкращий режисер) за «Захист від майбутнього».
- 2006: Premio Ubu, Італія
- 2007: Міжнародна премія Станіславського, 2007
- 2008: Премія Політики фестивалю BITEF , Белград
- 2009: Культурна премія кантону Цюріх
- 2011: Кільце Ганса Рейнхарта
- 2015: Золотий лев Венеціанської бієнале (Biennale Teatro)
- 2015: Premio Ubu, Італія
- 2018: Міжнародна премія Ібсена